# Copa Libertadores da América de 1974
A Taça Libertadores da América de 1974 foi a 15.ª edição da competição de clubes sul-americanos organizada pela Conmebol. 
O Independiente, da Argentina foi o campeão da competição após vencer o vice-campeão São Paulo, do Brasil, por 1 a 0, no terceiro jogo (jogo desempate).  O Independiente conquistou seu quinto título na competição.

## Regulamento[3]
Fase de grupos: os 20 times estão divididos em cinco grupos de quatro times cada, que jogam entre si em turno e returno. Classificam-se para a próxima fase os campeões de cada grupo.
Fase semifinal: dois grupos de 3 times cada (os 5 times classificados da "fase de grupos" mais o Independiente, campeão do ano anterior), jogam entre si em turno e returno. Classifica-se para a última fase o primeiro colocado de cada grupo. 
Fase final: os 2 times, disputa em "melhor de três" (terceiro jogo em campo neutro se houver necessidade) para decidir o título da Libertadores da América.

## Equipes classificadas
| País                                  | Equipe               | Cidade       | Classificação                                   | Títulos                    | Participação |
| ------------------------------------- | -------------------- | ------------ | ----------------------------------------------- | -------------------------- | ------------ |
| Argentina · (2 vagas + atual campeão) | Independiente        | Avellaneda   | Campeão da Copa Libertadores da América de 1973 | 4 (1964, 1965, 1972, 1973) | 8ª           |
| Argentina · (2 vagas + atual campeão) | Huracán              | Buenos Aires | Campeão do Campeonato Metropolitano de 1973     | 0 (não possui)             | 1ª           |
| Argentina · (2 vagas + atual campeão) | Rosário Central      | Rosario      | Campeão do Campeonato Argentino de 1973         | 0 (não possui)             | 3ª           |
| Bolívia · (2 vagas)                   | Jorge Wilstermann    | Cochabamba   | Campeão do Campeonato Boliviano de 1973         | 0 (não possui)             | 6ª           |
| Bolívia · (2 vagas)                   | Deportivo Municipal  | La Paz       | Vice-campeão do Campeonato Boliviano de 1973    | 0 (não possui)             | 3ª           |
| Brasil · (2 vagas)                    | Palmeiras            | São Paulo    | Campeão do Campeonato Brasileiro de 1973        | 0 (não possui)             | 5ª           |
| Brasil · (2 vagas)                    | São Paulo            | São Paulo    | Vice-campeão do Campeonato Brasileiro de 1973   | 0 (não possui)             | 2ª           |
| Chile · (2 vagas)                     | Unión Española       | Santiago     | Campeão do Campeonato Chileno de 1973           | 0 (não possui)             | 3ª           |
| Chile · (2 vagas)                     | Colo-Colo            | Santiago     | Vice-campeão do Campeonato Chileno de 1973      | 0 (não possui)             | 6ª           |
| Colômbia · (2 vagas)                  | Atlético Nacional    | Medellín     | Campeão do Campeonato Colombiano de 1973        | 0 (não possui)             | 2ª           |
| Colômbia · (2 vagas)                  | Millonarios          | Bogotá       | Vice-campeão do Campeonato Colombiano de 1973   | 0 (não possui)             | 7ª           |
| Equador · (2 vagas)                   | El Nacional          | Quito        | Campeão do Campeonato Equatoriano de 1973       | 0 (não possui)             | 3ª           |
| Equador · (2 vagas)                   | Universidad Católica | Quito        | Vice-campeão do Campeonato Equatoriano de 1973  | 0 (não possui)             | 1ª           |
| Paraguai · (2 vagas)                  | Cerro Porteño        | Assunção     | Campeão do Campeonato Paraguaio de 1973         | 0 (não possui)             | 8ª           |
| Paraguai · (2 vagas)                  | Olimpia              | Assunção     | Vice-campeão do Campeonato Paraguaio de 1973    | 0 (não possui)             | 9ª           |
| Peru · (2 vagas)                      | Defensor Lima        | Lima         | Campeão do Campeonato Peruano de 1973           | 0 (não possui)             | 1ª           |
| Peru · (2 vagas)                      | Sporting Cristal     | Lima         | Vice-campeão do Campeonato Peruano de 1973      | 0 (não possui)             | 6ª           |
| Uruguai · (2 vagas)                   | Peñarol              | Montevidéu   | Campeão do Campeonato Uruguaio de 1973          | 3 (1960, 1961, 1966)       | 14ª          |
| Uruguai · (2 vagas)                   | Nacional             | Montevidéu   | Vice-campeão do Campeonato Uruguaio de 1973     | 1 (1971)                   | 11ª          |
| Venezuela · (2 vagas)                 | Portuguesa           | Acarigua     | Campeão do Campeonato Venezuelano de 1973       | 0 (não possui)             | 1ª           |
| Venezuela · (2 vagas)                 | Valencia             | Valencia     | Vice-campeão do Campeonato Venezuelano de 1973  | 0 (não possui)             | 3ª           |

## Tabela

### Fase de grupos

#### Grupo 1
| Equipe          | Pts | J | V | E | D | GP | GC | SG  |
| --------------- | --- | - | - | - | - | -- | -- | --- |
| Huracán         | 10  | 6 | 5 | 0 | 1 | 13 | 4  | +9  |
| Rosário Central | 10  | 6 | 5 | 0 | 1 | 11 | 2  | +9  |
| Unión Española  | 4   | 6 | 2 | 0 | 4 | 6  | 14 | -8  |
| Colo-Colo       | 0   | 6 | 0 | 0 | 6 | 3  | 13 | -10 |

|                 | COL | HUR | RCE | UES |
| --------------- | --- | --- | --- | --- |
| Colo-Colo       | –   | 1-2 | 1-3 | 0-2 |
| Huracán         | 2-0 | –   | 1-0 | 5-1 |
| Rosário Central | 2-0 | 1-0 | –   | 4-0 |
| Unión Española  | 2-1 | 1-3 | 0-1 | –   |

| Jogo Desempate |         |         |                 |              |
| Data           | Partida | Partida | Partida         | Cidade       |
| 11/04          | Huracán | 4-0     | Rosário Central | Buenos Aires |

#### Grupo 2
| Time              | Pts | J | V | E | D | GP | GC | SG |
| ----------------- | --- | - | - | - | - | -- | -- | -- |
| São Paulo         | 10  | 6 | 4 | 2 | 0 | 14 | 5  | +9 |
| Palmeiras         | 6   | 6 | 3 | 0 | 3 | 7  | 5  | +2 |
| Municipal         | 4   | 6 | 1 | 2 | 3 | 9  | 11 | -2 |
| Jorge Wilstermann | 4   | 6 | 2 | 0 | 4 | 4  | 13 | -9 |

|                   | DMU | JWI | PAL | SPA |
| ----------------- | --- | --- | --- | --- |
| Municipal         | –   | 5-2 | 0-1 | 1-1 |
| Jorge Wilstermann | 1-0 | –   | 1-0 | 0-1 |
| Palmeiras         | 3-0 | 2-0 | –   | 1-2 |
| São Paulo         | 3-3 | 5-0 | 2-0 | –   |

#### Grupo 3
| Time              | Pts | J | V | E | D | GP | GC | SG |
| ----------------- | --- | - | - | - | - | -- | -- | -- |
| Millonarios       | 9   | 6 | 4 | 1 | 1 | 10 | 6  | +4 |
| Atlético Nacional | 7   | 6 | 3 | 1 | 2 | 8  | 7  | +1 |
| Portuguesa        | 6   | 6 | 2 | 2 | 2 | 4  | 5  | -1 |
| Carabobo          | 2   | 6 | 0 | 2 | 4 | 4  | 8  | -4 |

|                   | ANA | MIL | POR | VAL |
| ----------------- | --- | --- | --- | --- |
| Atlético Nacional | –   | 0-3 | 3-0 | 2-1 |
| Millonarios       | 2-1 | –   | 2-1 | 2-1 |
| Portuguesa        | 0-0 | 2-0 | –   | 0-0 |
| Carabobo          | 1-2 | 1-1 | 0-1 | –   |

#### Grupo 4
| Time                 | Pts | J | V | E | D | GP | GC | SG |
| -------------------- | --- | - | - | - | - | -- | -- | -- |
| Defensor Lima        | 9   | 6 | 4 | 1 | 1 | 7  | 2  | +5 |
| El Nacional          | 8   | 6 | 3 | 2 | 1 | 9  | 3  | +6 |
| Universidad Católica | 4   | 6 | 1 | 2 | 3 | 2  | 5  | -3 |
| Sporting Cristal     | 3   | 6 | 1 | 1 | 4 | 3  | 11 | -8 |

|                      | DLI | ELN | UCE | SCR |
| -------------------- | --- | --- | --- | --- |
| Defensor Lima        | –   | 2-1 | 2-0 | 1-0 |
| El Nacional          | 0-0 | –   | 3-0 | 2-0 |
| Universidad Católica | 1-0 | 0-0 | –   | 0-0 |
| Sporting Cristal     | 0-2 | 1-3 | 2-1 | –   |

#### Grupo 5
| Time          | Pts | J | V | E | D | GP | GC | SG |
| ------------- | --- | - | - | - | - | -- | -- | -- |
| Peñarol       | 8   | 6 | 3 | 2 | 1 | 5  | 3  | +2 |
| Cerro Porteño | 7   | 6 | 2 | 3 | 1 | 7  | 6  | +1 |
| Olimpia       | 5   | 6 | 1 | 3 | 2 | 4  | 5  | -1 |
| Nacional      | 4   | 6 | 1 | 2 | 3 | 6  | 8  | -2 |

|               | CPO | NAC | OLI | PEN |
| ------------- | --- | --- | --- | --- |
| Cerro Porteño | –   | 2-2 | 1-0 | 1-1 |
| Nacional      | 1-2 | –   | 1-1 | 0-1 |
| Olimpia       | 1-1 | 2-0 | –   | 0-2 |
| Peñarol       | 1-0 | 0-2 | 0-0 | –   |

## Semifinal

#### Grupo 1
| Equipe        | Pts | J | V | E | D | GP | GC | SG |
| ------------- | --- | - | - | - | - | -- | -- | -- |
| Independiente | 6   | 4 | 2 | 2 | 0 | 8  | 4  | +4 |
| Peñarol       | 4   | 4 | 1 | 2 | 1 | 7  | 5  | +2 |
| Huracán       | 2   | 4 | 0 | 2 | 2 | 2  | 8  | -6 |

|               | HUR | IND | PEN |
| ------------- | --- | --- | --- |
| Huracán       | –   | 1-1 | 0-3 |
| Independiente | 3-0 | –   | 1-1 |
| Peñarol       | 1-1 | 2-3 | –   |

#### Grupo 2
| Equipe        | Pts | J | V | E | D | GP | GC | SG |
| ------------- | --- | - | - | - | - | -- | -- | -- |
| São Paulo     | 7   | 4 | 3 | 1 | 0 | 9  | 0  | +9 |
| Millonarios   | 5   | 4 | 2 | 1 | 1 | 5  | 5  | 0  |
| Defensor Lima | 0   | 4 | 0 | 0 | 4 | 1  | 10 | -9 |

|               | DLI | MIL | SPA |
| ------------- | --- | --- | --- |
| Defensor Lima | –   | 1-4 | 0-1 |
| Millonarios   | 1-0 | –   | 0-0 |
| São Paulo     | 4-0 | 4-0 | –   |

## Final
| Time          | Pts | J | V | E | D | GP | GC | SG |
| ------------- | --- | - | - | - | - | -- | -- | -- |
| Independiente | 4   | 3 | 2 | 0 | 1 | 4  | 2  | +2 |
| São Paulo     | 2   | 3 | 1 | 0 | 2 | 2  | 4  | -2 |

Jogo de ida
| 12 de outubro de 1974 | São Paulo                  | 2 - 1 | Independiente  | Pacaembu, São Paulo                        |
|                       | Rocha 48' · Mirandinha 50' |       | Saggiorato 28' | Público: 50 000 Árbitro: PER Edilson Pérez |

São Paulo: Waldir Peres; Nelsinho Baptista, Paranhos, Arlindo e Gilberto Sorriso; Ademir (Chicão), Zé Carlos (Mauro), Pedro Rocha e Terto; Mirandinha e Piau. Técnico: José Poy.
Independiente: Carlos Gay; Commisso, Sá, López e Pavoni; Galván, Raimondo e Saggiorato; Balbuena, Bochini e Bertoni. Técnico: Roberto Ferreiro
Jogo de volta
| 16 de outubro de 1974 | Independiente              | 2 - 0 | São Paulo | Doble Visera, Avellaneda                   |
|                       | Bochini 34' · Balbuena 48' |       |           | Público: 55 000 Árbitro: URU Ramón Barreto |

Independiente: Carlos Gay; Commisso, Sá, López e Pavoni; Galván, Raimondo e Saggiorato; Balbuena, Bochini e Bertoni (Semenewicz). Técnico: Roberto Ferreiro
São Paulo: Waldir Peres; Nelsinho Baptista, Paranhos, Arlindo e Gilberto Sorriso; Ademir; Chicão, Terto, Pedro Rocha e Mauro; Mirandinha e Piau. Técnico: José Poy.
Jogo de desempate
| 19 de outubro de 1974 | Independiente | 1 - 0 | São Paulo | Estadio Nacional, Santiago                |
|                       | Pavoni 37'    |       |           | Público: 45 000 Árbitro: PER César Orozco |

Independiente: Carlos Gay; Commisso, Sá, López e Pavoni; Semenewicz, Raimondo e Galván; Balbuena (Carrica), Bochini e Bertoni (Giribet). Técnico: Roberto Ferreiro
São Paulo: Waldir Peres; Forlán, Paranhos, Arlindo e Gilberto Sorriso (Nelsinho Baptista); Chicão, Zé Carlos (Silva), Pedro Rocha e Mauro; Mirandinha e Piau. Técnico: José Poy.

## Premiação
| Libertadores 1974                 |
| --------------------------------- |
| INDEPENDIENTE Campeão (5º título) |

## Classificação Geral
| Pos | Times                | P  | J  | V | E | D | GP | GC | SG  | Resultado     |
| --- | -------------------- | -- | -- | - | - | - | -- | -- | --- | ------------- |
| 1   | Independiente        | 10 | 7  | 4 | 2 | 1 | 12 | 6  | +6  | Campeão       |
| 2   | São Paulo            | 19 | 13 | 8 | 3 | 2 | 25 | 9  | +16 | Vice campeão  |
| 3   | Millonarios          | 14 | 10 | 6 | 2 | 2 | 15 | 11 | +4  | Semifinal     |
| 4   | Peñarol              | 12 | 10 | 4 | 4 | 2 | 12 | 8  | +4  | Semifinal     |
| 5   | Huracán              | 12 | 10 | 5 | 2 | 3 | 15 | 12 | +3  | Semifinal     |
| 6   | Defensor Lima        | 9  | 10 | 4 | 1 | 5 | 8  | 12 | -4  | Semifinal     |
| 7   | Rosário Central      | 10 | 6  | 5 | 0 | 1 | 11 | 2  | +9  | Primeira Fase |
| 8   | El Nacional          | 8  | 6  | 3 | 2 | 1 | 9  | 3  | +6  | Primeira Fase |
| 9   | Cerro Porteño        | 7  | 6  | 2 | 3 | 1 | 7  | 6  | +1  | Primeira Fase |
| 10  | Atlético Nacional    | 7  | 6  | 3 | 1 | 2 | 8  | 7  | +1  | Primeira Fase |
| 11  | Portuguesa           | 6  | 6  | 2 | 2 | 2 | 4  | 5  | -1  | Primeira Fase |
| 12  | Palmeiras            | 6  | 6  | 3 | 0 | 3 | 7  | 5  | +2  | Primeira Fase |
| 13  | Olimpia              | 5  | 6  | 1 | 3 | 2 | 4  | 5  | -1  | Primeira Fase |
| 14  | Municipal            | 4  | 6  | 1 | 2 | 3 | 9  | 11 | -2  | Primeira Fase |
| 15  | Nacional             | 4  | 6  | 1 | 2 | 3 | 6  | 8  | -2  | Primeira Fase |
| 16  | Universidad Católica | 4  | 6  | 1 | 2 | 3 | 2  | 5  | -3  | Primeira Fase |
| 17  | Unión Española       | 4  | 6  | 2 | 0 | 4 | 6  | 14 | -8  | Primeira Fase |
| 18  | Jorge Wilstermann    | 4  | 6  | 2 | 0 | 4 | 4  | 13 | -9  | Primeira Fase |
| 19  | Sporting Cristal     | 3  | 6  | 1 | 1 | 4 | 3  | 11 | -8  | Primeira Fase |
| 20  | Carabobo             | 2  | 6  | 0 | 2 | 4 | 4  | 8  | -4  | Primeira Fase |
| 21  | Colo-Colo            | 0  | 6  | 0 | 0 | 6 | 3  | 13 | -10 | Primeira Fase |

## Artilheiros
- Fernando Morena (Peñarol): 7 gols
- Terto (São Paulo): 7 gols
- Pedro Rocha (São Paulo): 7 gols